# 400-й гвардейский самоходный артиллерийский полк
400-й гвардейский самоходный артиллерийский Трансильванский Краснознамённый, ордена Богдана Хмельницкого полк — тактическое формирование Сухопутных войск СССР и Сухопутных войск Российской Федерации.
Условное наименование — Войсковая часть № 15871 (в/ч 15871). Сокращённое наименование — 400 гв. сап.
Полк дислоцируется в г. Чебаркуль Челябинской области. Находится в составе 90-й гвардейской танковой дивизии Центрального военного округа. В период 1945—1997 находился в составе 6-й гвардейской мотострелковой дивизии (в период 1985—1997 — дивизия была 90-й гвардейской танковой).

## История
В годы Великой Отечественной войны формирование было 285-м миномётным полком 5-го гвардейского механизированного корпуса. 400-й полк наследует почётное наименование, боевое знамя, награды, исторический формуляр и боевую славу 285-го миномётного полка. 285-й миномётный полк создан в 1943 году.
24 июня 1945 года полк перешёл из 5-й гвардейский механизированной дивизии в состав 6-й гвардейской механизированной дивизии (управление г. Бернау)
В период дислоцирования на территории ГДР, полк размещался в Франкфурт-на-Одере ГСВГ
Расформирован в 1997 году вместе с 90-й гвардейской танковой Львовской дивизией.
Заново сформирован в 2018 году в составе 90-й гвардейской танковой Витебско-Новгородской дивизии.
17 октября 2022 года Указом президента полку присвоено почётное наименование «гвардейский».

## Вооружение и военная техника
В последние годы дислокации в ГДР, полк имел на вооружении: 54 2С3, 18 Град, 5 ПРП-3/-4, 3 1В18, 1 1В19, 1 Р-145БМ, 1 Р-156БТР.
На 2020 год в полку находились 9К51, 2С3, 9К57.